# Евстафий Солунский
Евста́фий Солу́нский (Фессалоники́йский) (ок. 1115 — ок. 1195 гг.) — архиепископ Фессалоникийский, византийский историк и писатель, автор знаменитого комментария к Гомеру. Некоторые современники называли его самым учёным человеком своего времени (Никита Хониат, VIII, 238). Прославлен в лике святителей Элладской Православной церковью.

## Биография
Несмотря на известность личности Евстафия, сведения о его жизненном пути весьма скудны. Его панегиристы, Михаил Хониат и Евфимий Малаки, не оставили нам ни указаний о месте и времени его рождения, ни других подробностей биографии своего друга. Некоторые сведения можно почерпнуть из произведений самого Евстафия, но и они не точны и позволяют сделать лишь косвенные выводы. Родился он, предположительно, около 1115 года. Сообщение о Константинополе, как месте его рождения, строится на единственной фразе, где он называет себя и своих учеников детьми Константинополя. Смысл фразы не ясен, но святитель действительно провёл большую часть жизни в столице империи. Его происхождение также неизвестно: указание на близость Евстафия Катафлору не обязательно предполагает родственные отношения. Сам Евстафий называет своего учителя «главой софистов», то есть риторов, которым и был Николай Катафлор. Наставником риторов в 60-х годах стал и сам Евстафий.
По признанию самого Евстафия, с юности он был приучен к земледельческому труду. Занимался он им и в зрелые годы. В Константинополе он имел обширный сад, в котором сам и трудился. О своём саде он говорит с явным пиетизмом.
Образование Евстафий получил в Константинополе. Начальное образование, вероятно, получил в школе при монастыре св. Евфимии. Обучение продолжил, очевидно, в школе Николая Катафлора.
Как пишет сам Евстафий, его карьера началась с самых низших должностей. Долгое время трудился писцом в патриаршей канцелярии, затем вместе со своим начальником, будущем патриархом Михаилом III, перешёл в ведомство патриаршего суда. Здесь он был рукоположён в дьяконы. Во второй половине 60-х годов Евстафий занял должность магистра риторов. На эту должность его возвёл опять Михаил, ставший в это время ипатом философов.
Место в ведомстве священных сокровищ он получил вместо смещённого патриархом Лукой Хрисовергом дьякона, уличённого в нечестности. Судя по посланиям самого Евстафия, это значительно укрепило его материальное положение, до того бедственное. Впоследствии, когда патриархом стал Михаил (то есть после 1170 года), опальный дьякон был прощён и восстановлен на прежней должности, а Евстафий, соответственно, смещён. Но это открыло новую страницу в его жизни. Прошения, обращённые к бывшему начальнику, возымели действие и (предположительно в 1174 году) он был выдвинут кандидатом на митрополичью кафедру Мир Ликийских. Однако вскоре после избрания он был переведён на более значительную Солунскую кафедру (не ранее 1174, но не позднее 1180 гг.). С уверенностью утверждать, что произошло это в 1174 году, мы не можем: именно к периоду с 1174 по 1179 годы относятся многие произведения святителя, связанные с Константинополем. В том числе и три речи, обращённые к императору. И, напротив, сочинения, безусловно связанные с Фессалониками, написаны позднее, после 1180 года. Вполне возможно, что солунский архиепископ всё это время оставался в Константинополе, занимая кафедру лишь номинально. На этот период приходится расцвет научной и преподавательской деятельности Евстафия. Именно в это время он составил комментарии к Гомеру, Пиндару и Дионисию Периэгету. По выражению его друга и ученика Малаки дом его «стал истинным обиталищем муз, второй Академией, Стоей и школой перипатетиков». К этому периоду относятся его значимые речи перед императором Мануилом.
Вскоре после прибытия нового архиепископа в Салоники, там произошёл мятеж. В чём заключалась суть произошедшего — неизвестно. Сам солунский владыка называет мятежников не иначе как «птенцами несправедливости», которые угрожают «всему многотысячному народу». В конце концов, архиепископ был вынужден покинуть город. Недоброжелательство паствы преследовало его и в дальнейшем. Неприятие горожанами Евстафий объясняет своим нелицеприятным отношением, тем, что судил одинаково как бедняка, так и знатного горожанина. В том же духе напишут и его друзья. Противная сторона будет обвинять его в злопамятстве. Впрочем, факт скорого его почитания в Македонии и на Афоне говорит, что к его деятельности далеко не все относились отрицательно и у него было достаточное число сторонников и почитателей.
Среди спорных вопросов, по-видимому, оказался вопрос о церковном имуществе: одного из своих врагов Евстафий обвиняет в святотатстве, то есть наложении рук на церковное имущество. Архиепископ выступает против «жадных» и императорский наместник Солуни Давид Комнин на его стороне.
В 1185 году Фессалоники были захвачены войсками короля Сицилии Вильгельма II. Осаду города и его последующую участь Евстафий пережил вместе с горожанами. Впоследствии он напишет «Взятие Солуни», в котором вину за бедствия горожан возложит на императора Андроника I. Также нелицеприятно пишет он и о солунском наместнике Давиде Комнине.
Неизвестна и дата его смерти. Но после 1195 года известия о Евстафии уже не встречаются, а в 1196/97 годах на Солунской кафедре был уже другой архиепископ.
Нигде не встречается указания на то, что Евстафий принял иноческий постриг. Его пострижение в монастыре святого Флора — скорее допущение, сделанное В. Э. Регелем, неверно истолковавшим в тексте имя его воспитателя Κατάφλωρον как κατὰ Φλῶρον.

## Взгляды
В своих многочисленных произведениях и проповедях Евстафий весьма полно излагает свои взгляды. Так, он пишет против грабительства чиновников, собирающих немыслимые подати с земледельцев. Говорит он и о недопустимости дачи денег под проценты: это — смертоносная помощь, порождающая голод, пустоту, насильственный пост. Определяя труд, как необходимый для человека, он выступает против обогащающего труда. По его мнению, достоин уважения только тот ремесленник, который зарабатывают достаточно, но пренебрегает избытком и уклоняется, словно от постыдного дела, от обогащающего ремесла.
Вообще «по природе ведь человек свободен». Человек был создан независимым и способным своими силами удовлетворять жизненные потребности — лишь с появлением роскоши и безделья возникла необходимость в чужом труде. Поэтому рабство — это зло, противоречащее природе и созданное человеческим своекорыстием. Но Евстафий не сторонник равенства. Он считает, что разделение людей по социальному положению необходимо и определено Богом: каждый занимает своё место в установленной Богом иерархии.
Евстафий настаивает на необходимости смело высказывать своё мнение перед любым человеком. Однако слова эти не должны становиться сплетней и клеветой. Этого нельзя позволить. «Слушайте меня внимательно, — обращается Евстафий к солунянам, — но если не понравятся вам мои слова, сомневайтесь и проверяйте их на весах возражения и решения». Призывая к смелому высказыванию своих суждений, вместе с тем он призывает и к терпимости. И это не пустые слова, не риторические фразы. В своих речах, обращённых к императору Мануилу I, Евстафий хоть и не выступает за границы принятого в Византии этикета, но за панегирическим стилем нельзя не заметить принципиальное несогласие оратора. Он вступает против экспансивной политики Мануила, требующей перенапряжения сил страны. И совсем уже его возмущают варварские методы ведения войны. Он считает недопустимым засевание соли на чужих пашнях, вырывание ям для конницы и пехоты противника и отравление воды. «Что благородного в низости? Что мужественного в коварстве?», — восклицает Евстафий. Когда в 1180 году император предложил новую огласительную формулу против мусульман, не содержащую анафему Мухаммеду, Евстафий решительно выступил против. Тем не менее, Евстафий искренний сторонник «рыцарственного» императора Мануила, и в его восхвалениях нет лести.
Проблемам современного ему монашества Евстафий посвятил сочинение «О исправлении монастырской жизни». Он пишет об упадке современного ему монашества, особенно выступая против монашеского сребролюбия. Упрекает их в невежестве, в продаже бесценных книг из монастырских библиотек. Евстафий замечает, что образованному человеку трудно поступить в монастырь: такого там не ждут. Защищая церковное имущество, он, выступает против обогащения монастырей. Он требует ограничения монастырского землевладения, как наносящего большой вред тем, кто на словах решил принять иноческий образ. Малым монастырям вообще не стоит иметь земли. Монастыри должны быть лишены независимости. Подчиняться монастыри должны своим епархиальным владыкам, с одной стороны, и светской власти с другой. Ведь в монастырях, которые не подчинены светским надзирателям монахи вынуждены сами заниматься делами и «вместо Псалтыри держат в руках весы несправедливости и фальшивые монеты; их пальцы приспосабливаются к обману крестьян».

## Прославление
Судя по сохранившимся фрескам в афонском монастыре Ватопед и в монастыре Святого Георгия в Старо-Нагоричино (Македония), Евстафий почитался на Афоне и Балканах уже в начале XIV века.
В 1988 году Синод Элладской Православной церкви по представлению митрополита Фессалоникийского Пантелеимона причислил Евстафия Солунского к лику святых. Основанием для канонизации послужил факт его давнего почитания и посмертные чудеса, описанные Михаилом Хониатом.

## Труды
- Разграбление Фессалоник — свидетельство о событиях 1185 года, когда Салоники были захвачены и разграблены войсками Вильгельма II Сицилийского. Тогда погибло более 8 тыс. греков и было осквернено множество православных храмов.
- «О исправлении монастырской жизни».
- Комментарий к Илиаде и Одиссее — очень масштабная работа (семь томов в современном критическом издании), написанная на основе комментариев и схолиев античного и византийского времени. Её тематика — грамматика, мифология, история и география. В работе был использован труд (Евстафий называет его авторами Апиона и Геродора), содержавший выдержки из сочинений александрийских филологов: Зенодота, Аристофана и Аристарха. Однако крайне маловероятно, чтобы Евстафий был знаком даже с трудами последнего из них. По мнению М. ван дер Фалька, источники Евстафия не являются принципиально более древними и полными, чем те, которые сохранились до нашего времени.
- Комментарий к Дионисию Периэгету
- Комментарий к Пиндару (почти полностью утрачен)
- Ряд небольших неопубликованных сочинений: богословских трактатов и речей.